# باران طولانی
باران طولانی (به انگلیسی: The Long Rain)، داستانی کوتاه در ژانر علمی‌تخیلی از ری بردبری است که اولین بار در سال ۱۹۵۰ با نام مرگ با باران (Death-by-Rain) در مجلهٔ داستان‌های سیاره به چاپ رسید و سپس در کتاب مرد مصور که مجموعه‌ای از داستان‌های کوتاه بردبری است منتشر شد. این داستان در مجموعه‌های مختلفی دوباره به چاپ رسیده و فیلمی نیز از روی آن ساخته شده‌است.
داستان آن دربارهٔ بازماندگان حادثه سقوط یک سفینه در سیاره‌ای همیشه‌بارانی است که سعی می‌کنند خود را به گنبدهای خورشیدی برسانند اما بارش مداوم باران به مرور آنها را به مرز دیوانگی و ناامیدی می‌رساند.